# Eloeophila seticellula
Eloeophila seticellula är en tvåvingeart som först beskrevs av Alexander 1938.  Eloeophila seticellula ingår i släktet Eloeophila och familjen småharkrankar. Inga underarter finns listade i Catalogue of Life.